# 18167 Buttani
18167 Buttani è un asteroide della fascia principale. Scoperto nel 2000, presenta un'orbita caratterizzata da un semiasse maggiore pari a 2,7699733 UA e da un'eccentricità di 0,0741790, inclinata di 9,63706° rispetto all'eclittica.
L'asteroide è dedicato all'astrofilo francese Philippe Buttani.